# Euzebiusz Smolarek
Euzebiusz Smolarek známý jako Ebi Smolarek (* 9. ledna 1981, Lodž, Polsko) je bývalý polský fotbalista a reprezentant a současný trenér mládeže Feyenoordu. Hraje na postu útočníka nebo záložníka. V letech 2005, 2006 a 2007 získal v Polsku ocenění „Fotbalista roku“.
Je pojmenován podle famózního portugalského fotbalisty Eusébia.

## Klubová kariéra
Smolarek vyrůstal v Nizozemsku, kde jeho otec Włodzimierz hrál kopanou v Eredivisie a poté působil jako fotbalový trenér. Ebi prošel mládežnickým systémem Feyenoordu a propracoval se až do prvního mužstva. S Feyenoordem vyhrál v sezóně 2001/02 Pohár UEFA. V letech 2005–2007 hrál v německém týmu Borussia Dortmund, pak přestoupil do španělského celku Racing de Santander. Sezónu 2008/09 strávil na hostování v anglickém klubu Bolton Wanderers. Po ročním angažmá v řecké Kavale (2009/10) zamířil do Polska do Polonie Varšava.
Poté hrál za katarský Al-Khor SC, nizozemský ADO Den Haag a kariéru zakončil roku 2013 v polském týmu Jagiellonia Białystok.

## Reprezentační kariéra
13. února 2002 debutoval v A-mužstvu Polska pod trenérem Jerzy Engelem v přátelském zápase se Severním Irskem, Poláci vyhráli 4:1 (hrálo se v Limassolu na Kypru). Ebi odehrál druhý poločas. 1. dubna 2009 vstřelil 4 góly San Marinu v kvalifikačním zápase na MS 2010, Polsko rozdrtilo soupeře 10:0. Celkem nastřílel v tomto kvalifikačním cyklu 6 branek (jeden gól přidal ve druhém zápase proti San Marinu a druhý proti Slovensku).
Zúčastnil se Mistrovství světa 2006 v Německu, kde Polsko vypadlo v základní skupině. Za polský národní tým odehrál v letech 1998–2009 celkem 47 utkání, v nichž vstřelil 20 branek.